# Amedo (Maceda)
Amedo es un lugar español situado en la parroquia de Asadur, del municipio de Maceda, en la provincia de Orense, Galicia.

## Demografía
| Gráfica de evolución demográfica de Amedo entre 2000 y 2022 |
|                                                             |
| Datos según el nomenclátor publicado por el INE.            |